# Chuneola parasitica
Chuneola parasitica är en kräftdjursart. Chuneola parasitica ingår i släktet Chuneola och familjen Chuneolidae. Inga underarter finns listade i Catalogue of Life.